# Kõue
Kõue (em alemão: Kau) é uma aldeia na Paróquia de Kõue, Condado de Harju no norte da Estônia. Otto von Kotzebue passou seus últimos anos em sua mansão de Kau (agora: Triigi).
Em 31-12-2011 numa área de 2.90 km² tinha 28 habitantes.